# Egid Quirin Asam

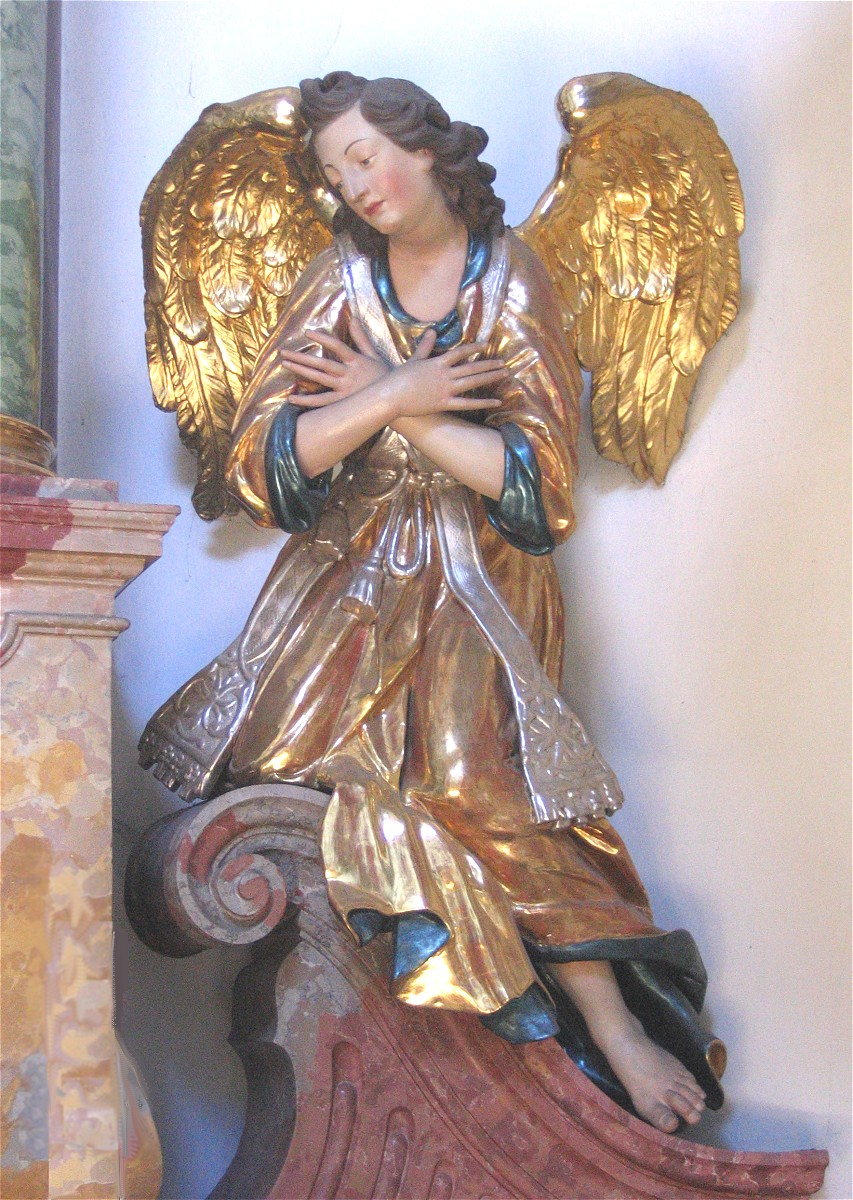
Egid Quirin Asam – Ängel (1734). Klosterkyrkan Sankta Anna, München

Egid Quirin Asam, döpt 1 september 1692 i Tegernsee, död 29 april 1750 i Mannheim, var en tysk barockskulptör, målare och arkitekt.
Egil Quirin Asam var bror till Cosmas Damian Asam. De byggde Asamkirche som egenkyrka i München.